# 秋山真一郎
秋山 真一郎（あきやま しんいちろう、1979年2月9日 - ）はJRAの栗東トレーニングセンターに所属する調教師、元騎手。父は同じく元JRA騎手の秋山忠一。

## 来歴

### 騎手時代
1997年栗東の野村彰彦厩舎所属騎手としてデビュー。同期には武幸四郎、勝浦正樹、村田一誠らがいる。
2年目の1998年にはカネトシガバナーで重賞初勝利並びにGI競走初騎乗を併せて達成。さらに当時の野村厩舎の代表管理馬であるキョウエイマーチの主戦騎手に起用され、京都金杯・阪急杯を制するなど騎乗停止処分中の一回を除き引退まで同馬の騎乗を務めている。
またデビュー年こそ重賞勝利は無かったものの、翌1998年以降毎年JRA重賞勝利を記録、2012年まで15年連続でJRA重賞を勝利した（2013年は重賞勝利無し）。中京競馬場と相性が良く、通算重賞34勝（2018年4月21日現在）のうち、中京開催の重賞を6勝している。
2005年にはサカラートで東海ステークスに勝利。同レースの前身であるウインターステークスは父・秋山忠一が唯一勝利したサラブレッド重賞でもあり（1987年・クラウンエクシードでの勝利）、親子騎手制覇となった。2009年にはサクラオリオンに騎乗し、中京記念と函館記念に優勝。同馬では札幌記念でも3着と好走し、この活躍が同年のサマージョッキーズシリーズ優勝につながった。
2012年のNHKマイルカップをカレンブラックヒルで優勝し、デビュー16年目、55回目の騎乗でGI初勝利となった。12月には阪神ジュベナイルフィリーズをローブティサージュで優勝し、GI2勝目。
2014年10月14日の京都競馬第1競走でシンゼンガンプに騎乗し、史上28人目のJRA通算10000回騎乗を達成した。
2018年の福島牝馬ステークスをキンショーユキヒメで優勝し、史上5人目のJRA全10場重賞制覇を達成した 。
2019年8月18日、北九州記念をダイメイプリンセスで勝利し、小倉競馬場の平地重賞レース完全制覇を達成。
2020年6月25日の福島競馬第10競走をスマートランウェイで優勝し、JRA通算1000勝を達成した。
2020年10月28日の調教中に落馬。第一腰椎破裂骨折と診断され、翌年2月7日まで約3ヶ月休養した。
2023年12月7日、2024年度の新規調教師免許試験に合格した事がJRAより発表された。自身初の調教師免許受験で一発での合格となった。調教師免許発効日は、本人申請により翌年3月1日を選択したため、2月末をもって騎手を引退する。現役最終日となった2024年2月25日は小倉競馬場で8鞍騎乗し、第3競走で1着となりこれが騎手生活最後の勝利であった。引退騎乗は第11競走の下関ステークスで12着。当日全レース終了後に引退式が行われた。小倉競馬場で引退式が行われたのは2008年の嘉堂信雄以来。小倉で行われる平地重賞をすべて勝っているのは河内洋、武豊と秋山本人だけで思い入れの深い場所を選んだ。

### 調教師時代
2024年、調教師免許取得後は、幼なじみで競馬学校騎手課程、そして調教師と同じ道を歩む同学年の武幸四郎厩舎で技術調教師として活動。
2025年3月5日付で厩舎を新規開業した（貸付馬房数20馬房）。同年3月15日、中京2Rでテイエムパイロットが厩舎の初陣を飾るが結果は11着。

## 騎乗成績
|            | 日付          | 競馬場・開催  | 競走名          | 馬名               | 頭数 | 人気 | 着順 |
| ---------- | ------------- | ------------- | --------------- | ------------------ | ---- | ---- | ---- |
| 初騎乗     | 1997年3月1日  | 1回中京1日2R  | 4歳未勝利       | ヤマニンポシブル   | 16頭 | 3    | 3着  |
| 初勝利     | 1997年3月9日  | 1回中京4日2R  | 4歳未勝利       | スズカアオイ       | 16頭 | 1    | 1着  |
| 重賞初騎乗 | 1997年8月10日 | 3回小倉2日11R | 小倉記念        | シーフリージア     | 10頭 | 10   | 4着  |
| 重賞初勝利 | 1998年9月20日 | 5回阪神4日11R | 神戸新聞杯      | カネトシガバナー   | 14頭 | 5    | 1着  |
| GI初騎乗   | 1998年11月8日 | 6回京都2日11R | 菊花賞          | カネトシガバナー   | 17頭 | 6    | 8着  |
| GI初勝利   | 2012年5月6日  | 2回東京6日11R | NHKマイルカップ | カレンブラックヒル | 18頭 | 1    | 1着  |

| 年度   | 1着  | 2着  | 3着  | 騎乗数 | 勝率 | 連対率 | 複勝率 | 備考                                        |
| ------ | ---- | ---- | ---- | ------ | ---- | ------ | ------ | ------------------------------------------- |
| 1997年 | 33   | 34   | 36   | 412    | .080 | .163   | .250   |                                             |
| 1998年 | 37   | 30   | 33   | 366    | .101 | .183   | .273   |                                             |
| 1999年 | 33   | 33   | 25   | 378    | .087 | .175   | .241   |                                             |
| 2000年 | 30   | 35   | 38   | 453    | .066 | .143   | .227   |                                             |
| 2001年 | 66   | 33   | 46   | 600    | .110 | .165   | .242   | 小倉ターフ賞                                |
| 2002年 | 38   | 61   | 65   | 623    | .061 | .159   | .263   |                                             |
| 2003年 | 69   | 56   | 52   | 662    | .104 | .189   | .267   |                                             |
| 2004年 | 48   | 43   | 46   | 639    | .075 | .142   | .214   | 中京競馬記者クラブ賞 フェアプレー賞（関西） |
| 2005年 | 45   | 53   | 51   | 613    | .073 | .160   | .243   | フェアプレー賞（関西）                      |
| 2006年 | 73   | 55   | 63   | 708    | .103 | .181   | .270   | フェアプレー賞（関西）                      |
| 2007年 | 38   | 54   | 58   | 622    | .061 | .148   | .241   |                                             |
| 2008年 | 33   | 34   | 43   | 498    | .066 | .135   | .221   |                                             |
| 2009年 | 47   | 39   | 39   | 589    | .080 | .146   | .212   | サマージョッキーズシリーズ優勝              |
| 2010年 | 52   | 48   | 48   | 616    | .084 | .162   | .240   | フェアプレー賞（関西）                      |
| 2011年 | 52   | 41   | 50   | 596    | .087 | .156   | .240   | フェアプレー賞（関西）                      |
| 2012年 | 49   | 44   | 32   | 589    | .083 | .158   | .212   | フェアプレー賞（関西）                      |
| 2013年 | 42   | 49   | 45   | 577    | .073 | .158   | .236   |                                             |
| 2014年 | 46   | 57   | 50   | 577    | .080 | .179   | .265   |                                             |
| 2015年 | 34   | 38   | 45   | 476    | .071 | .151   | .246   |                                             |
| 2016年 | 25   | 19   | 22   | 387    | .065 | .114   | .171   |                                             |
| 2017年 | 40   | 37   | 37   | 502    | .080 | .153   | .227   | フェアプレー賞（関西）                      |
| 2018年 | 31   | 31   | 39   | 495    | .063 | .125   | .204   |                                             |
| 2019年 | 28   | 31   | 39   | 399    | .070 | .148   | .246   |                                             |
| 2020年 | 21   | 30   | 28   | 339    | .062 | .150   | .233   |                                             |
| 2021年 | 14   | 17   | 13   | 262    | .053 | .118   | .168   |                                             |
| 2022年 | 20   | 15   | 20   | 300    | .067 | .117   | .183   |                                             |
| 2023年 | 12   | 16   | 15   | 218    | .055 | .128   | .197   |                                             |
| 2024年 | 3    | 0    | 6    | 47     | .064 | .064   | .191   |                                             |
| 中央   | 1059 | 1033 | 1084 | 13543  | .078 | .154   | .235   |                                             |
| 地方   | 37   | 46   | 19   | 257    | .144 | .323   | .397   |                                             |

（2024年2月26日現在 JRA騎手名鑑より）

## 主な騎乗馬
- カネトシガバナー（1998年神戸新聞杯、愛知杯）
- キョウエイマーチ（1999年阪急杯、2000年京都金杯）
- アルーリングアクト（1999年小倉3歳ステークス）
- ルスナイクリスティ（2001年ファルコンステークス）
- インタータイヨウ（2002年兵庫チャンピオンシップ）
- ブルーコンコルド（2002年京王杯2歳ステークス）
- テイエムサンデー（2003年シルクロードステークス）
- メイショウキオウ（2004年中京記念）
- メモリーキアヌ（2004年愛知杯）
- サカラート（2005年東海ステークス、ブリーダーズゴールドカップ、日本テレビ盃）
- ビーナスライン（2006年函館スプリントステークス）
- ベッラレイア（2007年フローラステークス）
- タニノマティーニ（2008年キーンランドカップ）
- サクラオリオン（2009年中京記念、函館記念）
- アイアムカミノマゴ（2010年阪神牝馬ステークス）
- サンライズベガ（2011年小倉大賞典）
- アイアムアクトレス（2011年ユニコーンステークス）
- グランデッツァ（2011年札幌2歳ステークス）
- ケイアイガーベラ（2011年カペラステークス）
- カレンブラックヒル（2012年NHKマイルカップ、ニュージーランドトロフィー、毎日王冠、2014年ダービー卿チャレンジトロフィー、2015年小倉大賞典[18]）
- ショウリュウムーン（2012年朝日チャレンジカップ）
- ローブティサージュ（2012年阪神ジュベナイルフィリーズ）
- ハギノハイブリッド（2014年京都新聞杯）
- カゼノコ（2014年ジャパンダートダービー）
- マスクゾロ（2016年シリウスステークス）
- タツゴウゲキ（2017年小倉記念、新潟記念）
- キンショーユキヒメ（2018年福島牝馬ステークス）
- プールヴィル（2019年フィリーズレビュー）
- ダイメイプリンセス（2018年アイビスサマーダッシュ、2019年北九州記念）
- エイティーンガール（2021年京阪杯）

## 調教師成績
|            | 日付          | 競馬場・開催   | 競走名    | 馬名               | 頭数 | 人気 | 着順 |
| ---------- | ------------- | -------------- | --------- | ------------------ | ---- | ---- | ---- |
| 初出走     | 2025年3月15日 | 2回中京1日目2R | 3歳未勝利 | テイエムパイロット | 16頭 | 10   | 11着 |
| 初勝利     | 2025年3月22日 | 1回阪神7日目4R | 3歳未勝利 | バッケンレコード   | 11頭 | 1    | 1着  |
| 重賞初出走 |               |                |           |                    |      |      |      |
| 重賞初勝利 |               |                |           |                    |      |      |      |
| GI初出走   |               |                |           |                    |      |      |      |
| GI初勝利   |               |                |           |                    |      |      |      |

### 主な管理馬
- テイエムトッキュウ（木原一良厩舎から転厩）

## 家族
父の秋山忠一(あきやま ちゅういち、1951年6月17日 - 、香川県出身)もJRA騎手で、1974年にデビューし、1981年のタマツバキ記念（ダイドルマン）、1987年のウインターステークス（クラウンエクシード）など重賞4勝を含む通算216勝を挙げ、1991年2月で騎手を引退。同年3月から栗東T.C.・佐藤正雄（2018年2月28日付で定年）厩舎で調教助手を務めていたが、2016年に定年を迎え退職した。